# Brook
Brook és una població dels Estats Units a l'estat d'Indiana. Segons el cens del 2000 tenia 1.062 habitants.

## Demografia
Segons el cens del 2000, Brook tenia 1.062 habitants, 397 habitatges, i 292 famílies. La densitat de població era de 621,3 habitants per km².
Dels 397 habitatges en un 34,8% hi vivien nens de menys de 18 anys, en un 58,2% hi vivien parelles casades, en un 10,6% dones solteres, i en un 26,2% no eren unitats familiars. En el 21,4% dels habitatges hi vivien persones soles el 12,1% de les quals corresponia a persones de 65 anys o més que vivien soles. El nombre mitjà de persones vivint en cada habitatge era de 2,68 i el nombre mitjà de persones que vivien en cada família era de 3,09.
Per edats la població es repartia de la següent manera: un 28,8% tenia menys de 18 anys, un 8,5% entre 18 i 24, un 27,5% entre 25 i 44, un 22,2% de 45 a 60 i un 13% 65 anys o més.
L'edat mediana era de 34 anys. Per cada 100 dones de 18 o més anys hi havia 91,9 homes.
La renda mediana per habitatge era de 34.881 $ i la renda mediana per família de 38.958 $. Els homes tenien una renda mediana de 31.339 $ mentre que les dones 18.750 $. La renda per capita de la població era de 14.826 $. Entorn del 4,6% de les famílies i el 7,9% de la població estaven per davall del llindar de pobresa.

## Poblacions més properes
El següent diagrama mostra les poblacions més properes.